# CBGB
CBGB (Country, Blue Grass, and Blues) – klub muzyczny, który w latach 1973–2006 znajdował się przy ulicy Bowery 315 w dzielnicy (borough) Manhattan w Nowym Jorku.

## Opis
Założony w roku 1973 przez Hilly’ego Kristala klub początkowo miał gościć głównie artystów reprezentujących style muzyczne zawarte w jego nazwie (C – country, BG – blue grass, B – blues) jednak zamiast tego stał się kluczowym miejscem koncertów dla grup wykonujących muzykę punk i new wave, takich jak Ramones, Misfits, Television, The Patti Smith Group, The Dead Boys, The Voidoids, The Cramps, Blondie, czy Talking Heads. W późniejszych latach klub stał się kojarzony głównie z muzyką hardcore punk, za sprawą takich zespołów jak Agnostic Front, Bad Brains, Cro-Mags, Prong, Warzone, Sick of It All, czy Youth of Today, które koncertowały w klubie.
Witryna i spora przestrzeń obok klubu przez wiele lat służyły jako „Kantyna płytowa CBGB” (sklep z płytami i kawiarnia). Ostatecznie, w późnych latach osiemdziesiątych, sklep z płytami zamknięto, by stworzyć drugie miejsce występów i galerię sztuki, nazwaną „CB’s 313 Gallery”. Galeria ta gościła występy popularnych zespołów i artystów piosenki autorskiej, wykonujących rock akustyczny, folk, jazz i muzykę eksperymentalną (takich jak Dadadah, Toshi Reagon, czy The Shells), podczas gdy główny klub kontynuował prezentowanie głównie muzyki z gatunków takich, jak punk, metal, post-punk i rock alternatywny.
Polskie zespoły, które zagrały w CBGB: 4 stycznia 1990 Perfect, w styczniu 1995 roku Hey, w sierpniu 2003 roku Abaddon, w 2004 roku grupa Armia. W klubie zagrał także Kazik na Żywo.
Klub zamknięto w październiku 2006 roku. Ostatnim, pożegnalnym dla klubu koncertem był występ Patti Smith, który odbył się 15 października. CBGB Fashions (oficjalny sklep CBGB, dział sprzedaży i sklep internetowy) pozostał otwarty do 31 października przy Bowery 315. 1 listopada 2006 CBGB Fashions przeniesiono na St. Mark’s Place 19-23, gdzie funkcjonował jeszcze przez dwa lata, po czym został ostatecznie zamknięty latem 2008 roku.
W roku 2010 na platformie iHeartRadio zostało uruchomione Radio CBGB.

## Początki
CBGB, początkowo mało znany klub rockowy, został założony w roku 1973, w miejscu w którym wcześniej Hilly Kristal prowadził bar Hilly’s on the Bowery („U Hilly’ego na Bowery”) w latach 1969–1972. Początkowo Krystal skupiał się głównie na prowadzeniu innego, bardziej dochodowego lokalu nocnego w West Village, Hilly’s („u Hilly’ego”), ale skargi mieszkańców okolicy wymusiły jego zamknięcie. Pełna nazwa to CBGB & OMFUG, akronim od Country, Blue Grass, Blues and Other Music For Uplifting Gormandizers, co w swobodnym tłumaczeniu oznacza: „Country, Blue Grass, Blues i inne rodzaje muzyki dla lekkodusznych żarłoków”. W normalnym znaczeniu „żarłok” (Gormandizer) to osoba jedząca dużo i łapczywie, jednak tutaj, jak twierdził Kristal, chodziło o „łapczywych pożeraczy... muzyki”. Klub był też często nazywany po prostu „CB”. Jak sugeruje nazwa, Kristal planował, by klub prezentował country, bluegrass i bluesa, lecz CBGB zasłynęło na świecie jako miejsce narodzin amerykańskiego punk rocka. Najbardziej istotny wydaje się fakt, że pionierzy muzyki punk rockowej, Ramones, grali tam swoje pierwsze koncerty.

## Lata siedemdziesiąte
W roku 1973, zanim lokal Hilly’ego na Bowery został przekształcony w CBGB, dwójka tamtejszych mieszkańców namówiła Kristala, aby pozwolił im zagrać koncerty. Mimo że muzyka tych wykonawców nie była określana terminem „punk rock”, syn Kristala twierdzi, że przyczyniła się do stworzenia muzycznej podwaliny dla zespołów, które później wykonywać miały ten gatunek muzyki. Po zawaleniu się budynku Mercer Arts Center we wrześniu 1973 roku w Nowym Jorku było bardzo mało miejsc, w których początkujące zespoły mogły grać autorską muzykę. Część z zespołów, które zaczynały w Mercer Arts Center (jak np. Suicide, The Fast czy Magic Tramps), grały w CBGB od samego początku istnienia klubu.
Podczas trzeciego koncertu Television, 14 kwietnia 1974 roku, wśród publiczności znajdowali się Patti Smith i Lenny Kaye z Patti Smith Group. Ich własny debiut na scenie CBGB miał miejsce 14 lutego 1975 roku. Inne zespoły, które wystąpiły w początkach istnienia CBGB, to m.in. The Stillettos, czyli Deborah Harry, Elda Gentile i Amanda Jones oraz Chris Stein, którzy supportowali Television 5 maja 1974. Dopiero co utworzony zespół Blondie (wtedy jeszcze funkcjonujący pod nazwą Angel & the Snake) i Ramones zagrali wspólny koncert w sierpniu 1974. Mink DeVille, Talking Heads, The Shirts, The Heartbreakers, The Fleshtones, a także wiele innych zespołów szybko podążyło ich śladami.

Występ grupy Plasmatics, 1979 (zdjęcie promocyjne).

CBGB miało tylko jedną zasadę dla zespołów, które grały w klubie: musiały wykonywać przede wszystkim własną muzykę. Nie organizowano koncertów zespołów wykonujących wyłącznie covery, niemniej większość zespołów grała podczas występu jeden lub dwa kowery. Według syna Kristala zakaz funkcjonował głównie dla uniknięcia płacenia tantiem dla ASCAP.
Wraz ze wzrostem popularności CBGB w klubie zaczęły występować zespoły spoza Nowego Jorku. Tutaj odbył się na przykład pierwszy koncert The Police w Ameryce.

## Hardcore punk
Pomimo że CBGB wykorzystywane było głównie jako najpopularniejsze miejsce koncertowe dla zespołów, które podczas trasy koncertowej odwiedzają Nowy Jork, prawdziwą siłą napędową klubu w latach osiemdziesiątych była niezależna scena hardcore punk. Niedziele w CBGB nazywano „seansami” (matinees). W te dni zespoły grające hardcore występowały w CBGB od godzin popołudniowych do wieczornych, zwykle za niską cenę. Zespoły które zyskały popularność dzięki „seansom” to między innymi: Reagan Youth, Bad Brains, Agnostic Front, Murphy’s Law, Cro-Mags, Leeway, Warzone, Gorilla Biscuits, Sick of It All, Misfits, Straight Ahead i Youth of Today.
Na przestrzeni lat seanse CBGB stały się prawdziwą instytucją. W roku 1990 dochodziło do wielu aktów przemocy, zarówno w obrębie sceny, jak i poza nią, co w konsekwencji zmusiło Kristala do odmawiania zespołom hardcore’owym możliwości rezerwowania koncertów. Jednak w późniejszych latach muzyka hardcore wielokrotnie wracała do CBGB, a w kilku ostatnich latach istnienia klubu nie było już żadnych zasad określających, jakie zespoły mogą występować, a jakie nie.

## Zamknięcie

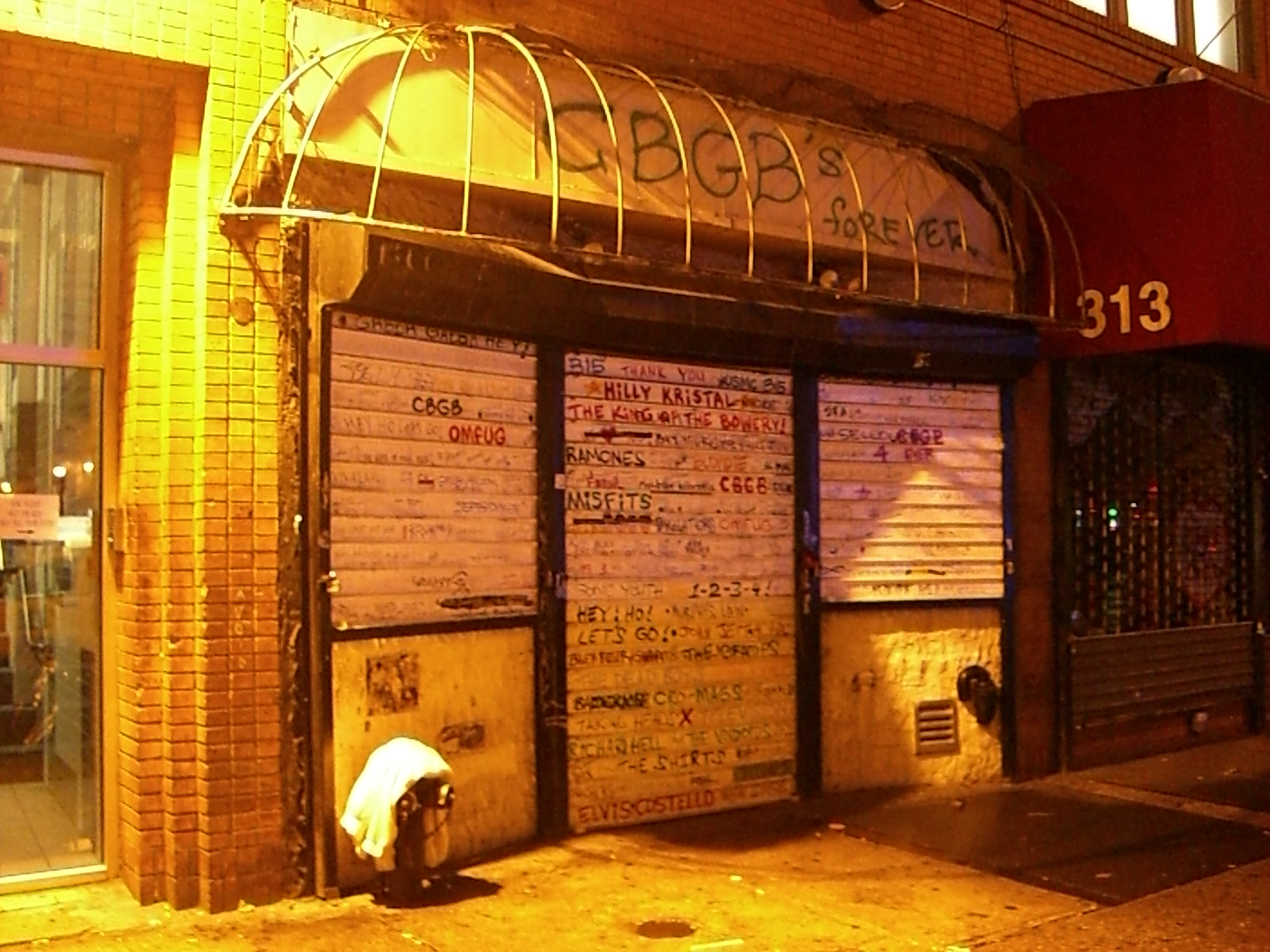
CBGB tuż po zamknięciu.

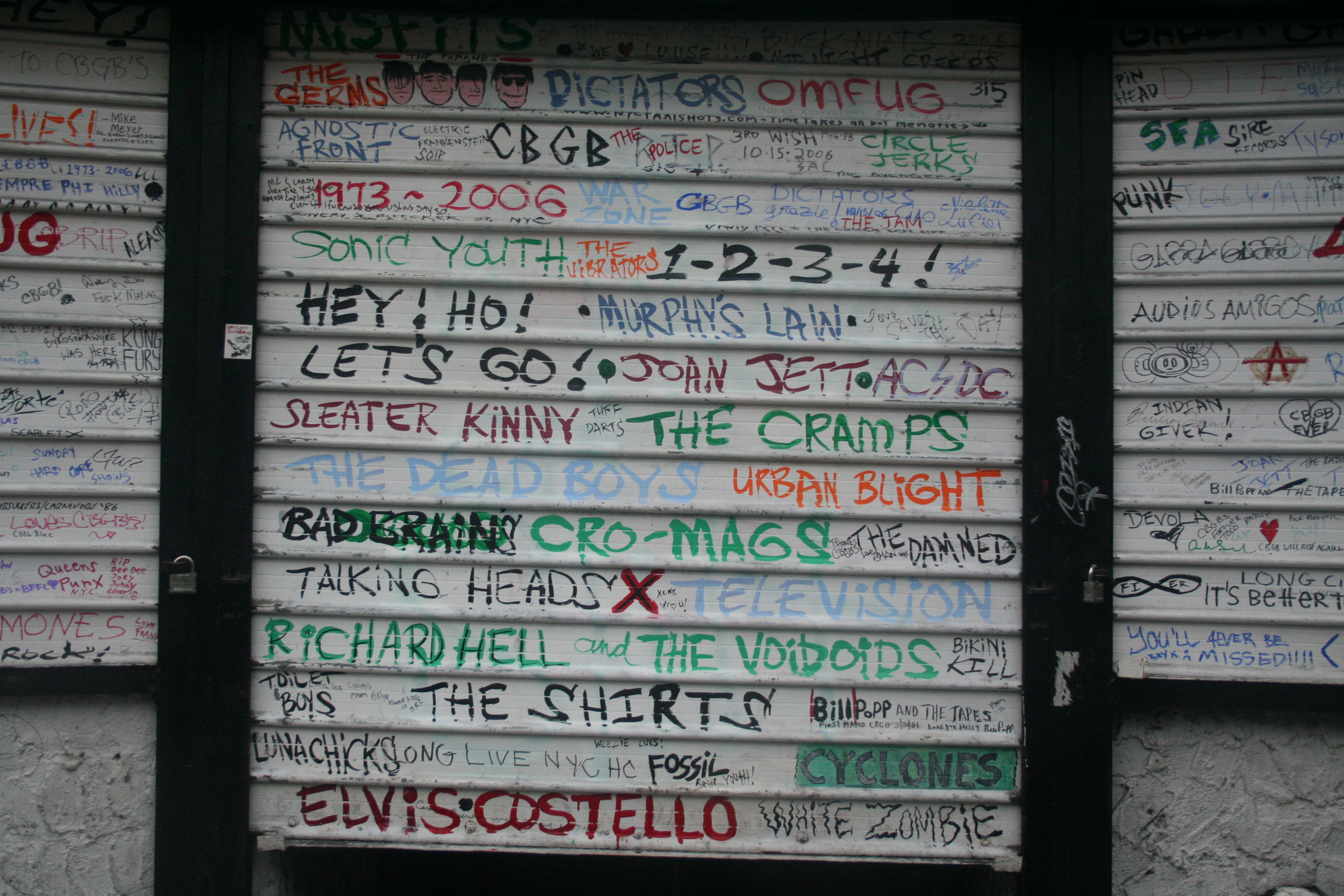
CBGB dzień później.

W roku 2005 doszło do sporu pomiędzy CBGB i Komitetem Mieszkańców Bowery (odpowiednik rady dzielnicowej). Komitet wystawił Kristalowi rachunek za zaległy czynsz wysokości 91 000 dolarów. Kristal twierdził, że nie został poinformowany o podwyżce czynszu, który wcześniej wynosił 19 000 dolarów miesięcznie. Kiedy zakończył się okres najmu, strony doszły do porozumienia, w którym ustalono, że klub będzie istniał w ówczesnym miejscu jeszcze przez 14 miesięcy. Kristal natomiast zrezygnował z kontynuowania procesu sądowego, w którym ubiegał się o przyznanie klubowi statusu miejsca o znaczeniu historycznym.
Kristal planował przeniesienie klubu w miejsce odległe od jego korzeni, to jest do Las Vegas w stanie Nevada. Zamierzał on zdemontować klub do nagich ścian, przenosząc do Nevady tak wiele, jak to tylko możliwe.
„Zabierzemy nawet pisuary”, mówił Kristal. „Zabiorę co się da. Pracownicy firmy, którą zatrudniliśmy do przeprowadzki, powiedzieli «Powinieneś zabrać co tylko się da, zatrzymać to na czym ci zależy, a to czego nie chcesz wystawić na eBayu». Czemu nie? Ktoś pewnie będzie chciał”.
Ostateczne zamknięcie klubu nastąpiło 15 października 2006 roku. Ostatni tydzień obfitował w koncerty, odbyły się między innymi kilkukrotne występy Bad Brains i The Dictators, koncerty otwierały bardziej współczesne grupy takie jak Avail czy The Bouncing Souls. Odbył się też akustyczny występ Blondie.
Ostatnim koncertem był występ Patti Smith, który transmitowany był na żywo przez Sirius Satellite Radio. Na koncercie obecny był Flea z Red Hot Chilli Peppers, który wykonał ze Smith i jej zespołem kilka piosenek. Ponieważ po północy muzyk obchodził 44. urodziny, zespół wraz z widownią odśpiewał mu Happy Birthday To You. Innym muzykiem, który gościnnie wystąpił tego wieczoru, był gitarzysta Television, Richard Lloyd, który wykonał z zespołem Smith kilka piosenek, w tym tytułowy utwór z albumu „Marquee Moon”. Pod koniec koncertu zespół wykonał piosenkę „Gloria”, w której oddano hołd zespołowi Ramones, wykonując w refrenie oryginalne słowa naprzemiennie ze słowami Hey! Ho! Let’s go! z piosenki „Blitzkrieg Bop”. W ostatniej piosence, „Elegie”, wykonanej na bis, Smith odczytała listę muzyków, którzy umarli od czasu swojego ostatniego koncertu w CBGB.
Hilly Kristal zmarł z powodu raka płuc 28 sierpnia 2007 roku. Na początku października 2007 jego rodzina i przyjaciele zorganizowali uroczystość żałobną w budynku YMCA koło Greenwich Village. Wkrótce odbyła się też uroczystość publiczna, w której hołd pamięci Kristala oddali m.in. pracownicy CBGB.
Po śmierci Kristala jego była żona, Karen Kristal, i córka, Lisa Kristal Burgman, rozpoczęły proces sądowy o prawa do wycenianej na trzy miliony dolarów nieruchomości. Sprawa zakończyła się w czerwcu 2009 roku, kiedy sąd przyznał Burgman prawa do „większości” pieniędzy, które pozostały po spłaceniu wierzycieli i podatków.

## Budynek

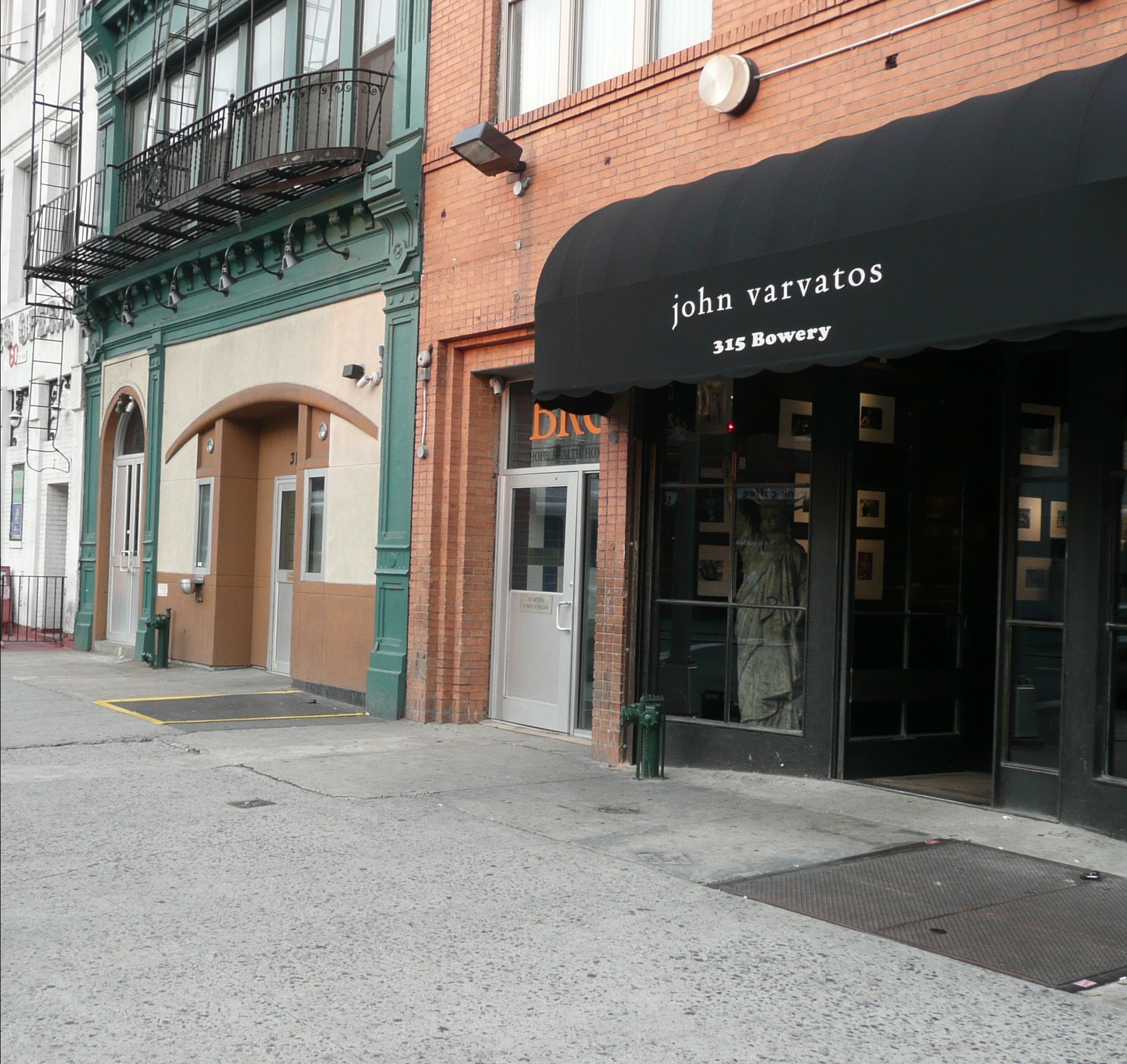
Byłe CBGB obecnie.

2 listopada 2007 roku ogłoszono, że na początku 2008 roku renomowany projektant mody męskiej, John Varvatos, otworzy sklep swojej sieci w miejscu byłego CBGB, na Bowery 315. Varvatos obiecał „uszanować” spuściznę CBGB. Większość pokrywającego ściany toalety graffiti zostało zachowane, wraz z ulotkami z 1983 roku z programem koncertów na dziesięciolecie istnienia klubu znalezionymi za ścianą. Sklep otwarto w kwietniu 2008 roku.
W lutym 2008 ogłoszono, że Morrison Hotel, galeria sztuki w SoHo poświęcona fotografii muzycznej, otworzy drugi lokal w miejscu poprzedniej Galerii CBGB. Mimo tego, w czerwcu 2009 roku ogłoszono, że galeria Morrison Hotel zostanie zamknięta.
Ogłoszono też, że aleja za klubem, oficjalnie nazywana „Dodatkową przestrzenią” (ang. Extra Place; w języku angielskim Extra oznacza zarówno „dodatkowe”, jak i „ekstra”, „wspaniałe”), zostanie przekształcona w spacerową promenadę. New York Post cytował słowa Cheetah Chrome’a z The Dead Boys: „Gdyby tylko ta aleja potrafiła mówić, ona widziała wszystko” i „Cały Manhattan sprzedał swoją duszę nadzianym panom”.

## W kulturze masowej

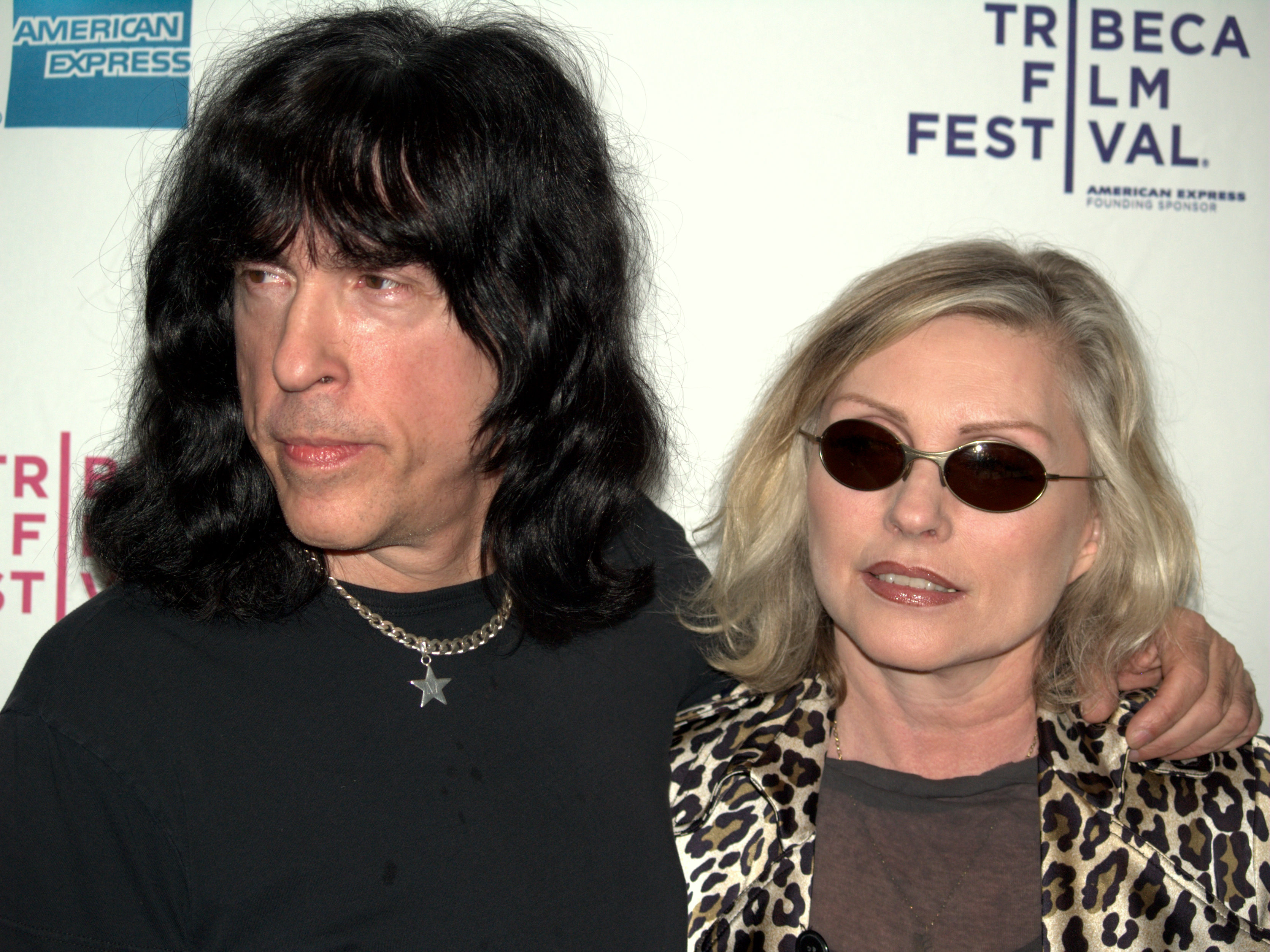
Marky Ramone z Ramones i Debbie Harry z Blondie na pokazie filmu Burning Down the House z 2009 roku, dokumentu o CBGB w latach świetności.

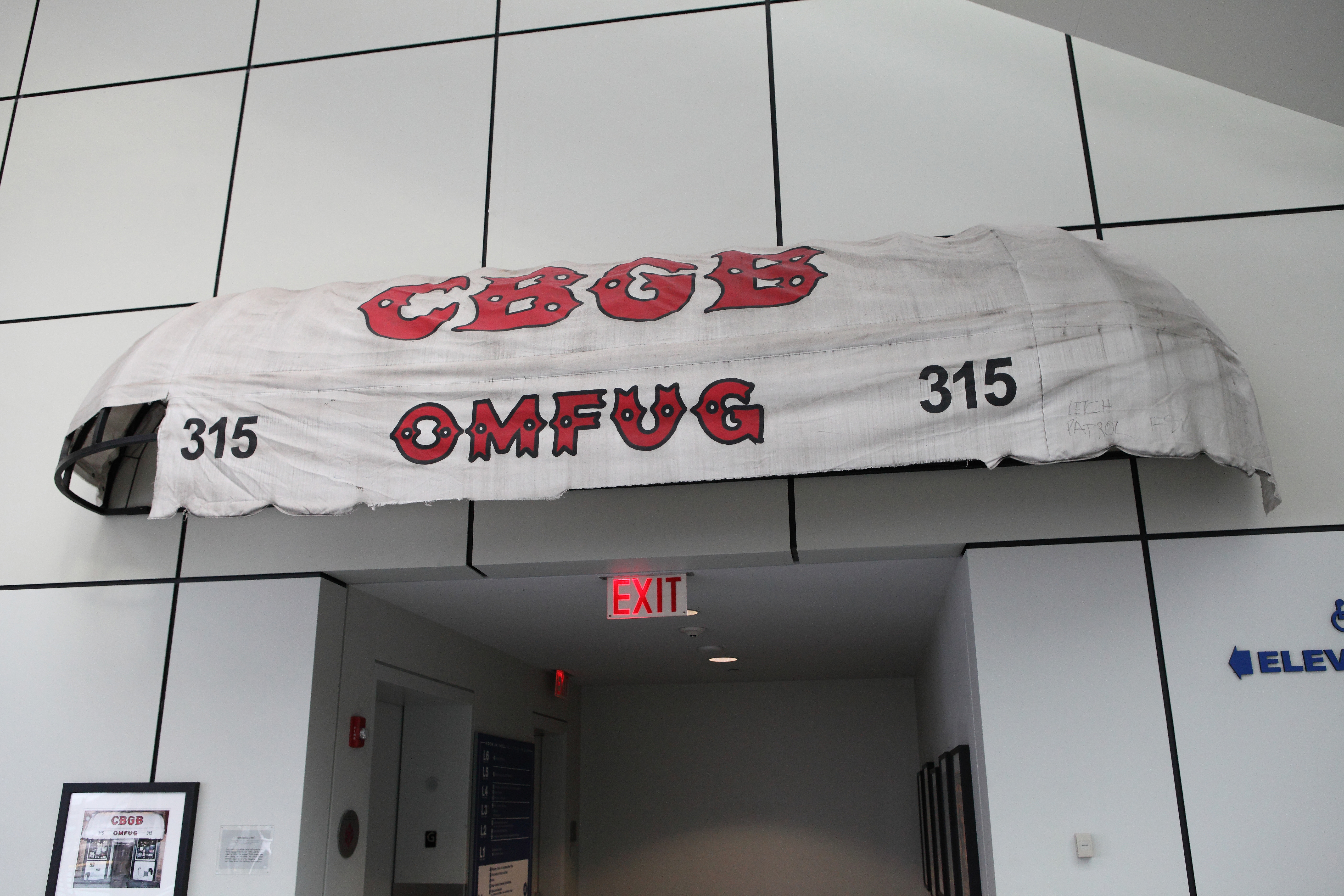
Markiza klubu CBGB znajdująca się we wnętrzu Rock and Roll Hall of Fame.

Klub CBGB znany jest na świecie jako miejsce narodzin muzyki punk, a także jako jeden ze znaków rozpoznawczych Nowego Jorku. CBGB pojawia się w spocie promującym Nowy Jork jako kandydata na gospodarza Igrzysk Olimpijskich w 2012 roku. CBGB pojawia się w wielu filmach. Są to między innymi: Mordercze Lato Spike’a Lee, Wojownicy Waltera Hilla, Hannah i jej siostry Woodiego Allena czy Pozostać żywym Sylvestra Stallone’a. Związany z klubem zespół Sick Of It All nagrał w 2010 roku piosenkę „Month of Sundays”, której tekst dotyczy niedzielnych koncertów hardcore w CBGB. Utwór znajduje się na płycie Based on a True Story. CBGB jest jedynym niefikcyjnym miejscem w grze muzycznej Guitar Hero: Warriors of Rock. Klub został nawet, specjalnie z tej okazji, ponownie otworzony na jedną noc, podczas której świętowano premierę gry. Klub wspomniano w filmie Seks w wielkim mieście 2, gdzie jako barmanka pracowała Samantha Jones (Kim Cattrall) i tam poznała Carrie Bradshaw. Został również wspomniany w piosence amerykańskiej piosenkarki Lany Del Rey pt. „Never Let Me Go”. Odniesienie znajduje się również w utworze dwóch polskich raperów Schaftera oraz Belmondo w utworze „Pager”.